# Huflen
Das Gebiet Huflen ist ein vom Landratsamt Schwarzwald-Baar-Kreis am 21. Januar 1992 durch Verordnung ausgewiesenes Landschaftsschutzgebiet auf dem Gebiet der Stadt Donaueschingen.

## Lage
Das Landschaftsschutzgebiet Huflen liegt östlich des Donaueschinger Stadtgebiets zwischen der Bundesstraße 27, der Breg und der Schwarzwaldbahn. Durch das Gebiet fließt der Gutterquellgraben. Es umfasst die Gewanne Huflen und Alter Teil und gehört zum Naturraum Baar.

## Schutzzweck
Wesentlicher Schutzzweck des Landschaftsschutzgebietes ist laut Schutzgebietsverordnung „die Sicherung des Naturdenkmals und die Verwirklichung des dort genannten Schutzzwecks - insbesondere die Tierwelt vor möglichen störenden Einwirkungen durch Lärm oder Unruhe zu bewahren. Des weiteren sollen wertvolle Gehölze und Hochstaudenfluren außerhalb des Naturdenkmals in ihrem Bestand erhalten und die hydrologische Funktion des Karstquellengebietes gesichert werden.“

## Landschaftscharakter
Das Gebiet wird von verschiedenen Altarmen der begradigten Breg geprägt und weist zahlreiche Feuchtbiotope auf. Die zwischen den Altwassern liegenden Flächen werden als Grünland bewirtschaftet.

## Zusammenhängende Schutzgebiete
Das Landschaftsschutzgebiet gehört zum FFH-Gebiet Baar, Eschach und Südostschwarzwald und zum Vogelschutzgebiet Baar und liegt im Naturpark Südschwarzwald. Der westliche Teil ist zusätzlich als flächenhaftes Naturdenkmal unter gleichem Namen geschützt.